# Alison Lurie
Alison Stewart Lurie (ur. 3 września 1926, zm. 3 grudnia 2020) – amerykańska powieściopisarka i wykładowczyni akademicka.

## Twórczość
Jej pierwsza powieść Love and Friendship (1962) rozgrywa się w wyimaginowanym mieście Converse w Nowej Anglii i opisuje nieoczekiwany romans jej bohaterów. Akcja The Nowhere City (1965) toczy się w Los Angeles, gdzie pisarka mieszkała z rodziną w latach 1957-1961. The War Between the Tates (1974) rozgrywa się na Corinthian Colleges w Santa Ana. Została ona sfilmowana przez NBC z udziałem Elizabeth Ashley i Richarda Crenna. Akcje książek Imaginary Friends (1967) i Real People (1969) umieszczone są w północnej części stanu Nowy Jork: pierwsza w małym miasteczku, gdzie grupa ekscentryków wierzy, że ma kontakt z ufo, a druga w kolonii artystów. Only Children (1979) to opowieść o katastrofalnym weekendowym przyjęciu na wsi w stanie Nowy Jork, w latach 30. XX w. Lata 1970-2019 roku Lurie spędziła w Key West na Florydzie, scenerii dla The Truth About Lorin Jones (1989). Książka Foreign Affairs (1984), która zdobył nagrodę Pulitzera, opowiada o przygodach dwóch amerykańskich naukowców w Londynie. Na jej podstawie został nakręcony film telewizyjny z Joanne Woodward i Brianem Deneheyem. Powieść The Truth About Lorin Jones (1989) o przygodach biografa, który bada życie słynnej malarki zdobyła nagrodę Prix Femina Etranger we Francji. Lurie napisała również książkę o psychologii mody The Language of Clothes (1981); zbiór opowiadań o duchach Women and Ghosts (1994), oraz zbiór esejów o literaturze i folklorze dziecięcym Don't Tell the Grown-Ups (1990). Była także autorką tradycyjnych baśni ludowych dla dzieci. Od 1969 wykładała m.in. literaturę na Uniwersytecie Cornella. Otrzymała tytuł profesora literatury amerykańskiej (1976); liczne wyróżnienia, w tym stypendia Fundacji Guggenheima i Rockefellera, nagrodę Amerykańskiej Akademii Sztuki i Literatury w dziedzinie literatury faktu.